# Frederick Pitcher

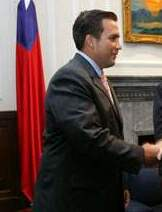
Pitcher (2006)

Frederick William Pitcher (* 5. Februar 1967) ist ein nauruischer Politiker. Im November 2011 war er sechs Tage lang Präsident Naurus. Seit Dezember 2007 war er Finanzminister von Nauru.

## Leben
Die Vorfahren seines Vaters stammen aus Australien, Pitchers Mutter ist jedoch gebürtige Nauruerin; er wuchs in Nauru auf und absolvierte dort die Grundausbildung. Den High-School-Abschluss und weitere Ausbildungen erhielt er in Sydney, wo er in den frühen 1990er-Jahren an der Macquarie University Wirtschaftssoziologie studierte. Pitcher arbeitete danach zwei Jahre für die Asiatische Entwicklungsbank in Manila (Philippinen) und Japan. Ab dem Jahre 2000 war er Stellvertreter des nauruischen UN-Botschafters Vinci Clodumar in New York.
Bei den Parlamentswahlen am 23. Oktober 2004 wurde Pitcher ins nauruische Parlament gewählt und von Präsident Ludwig Scotty zum Minister für Inselentwicklung und Industrie ernannt. Am 10. November 2007 trat er zusammen mit Gesundheitsminister Kieren Keke und Justizminister Roland Kun nach einem Zerwürfnis mit Außenminister David Adeang zurück. Als am 19. Dezember 2007 Präsident Scotty von Marcus Stephen per Misstrauensvotum verdrängt wurde, ernannte ihn Stephen zum Finanz- und Wirtschaftsminister. Nachdem Stephen am 10. November 2011 zurückgetreten war, wurde Pitcher zu seinem Nachfolger gewählt. Allerdings wurde er bereits am 15. November abgewählt.